# Lucjan Krause
Lucjan Krause, właśc. Łucjan Alfons Krause (ur. 8 stycznia 1928 w Poznaniu, zm. 4 lipca 2022 w Windsorze (Kanada)) – polski fizyk, profesor University of Windsor w Kanadzie, uczestnik powstania warszawskiego.

## Życiorys

### Rodzina
Jego rodzicami byli: Alfons Leonard Krause (1895–1972), profesor chemii Uniwersytetu Poznańskiego i Marta Marcela z Pommerów (1898–1987), którzy pobrali się w Poznaniu w 1924. Ojciec pochodził ze Strzelna, gimnazjum i studia ukończył w Berlinie, a pracował w Duisburgu, skąd w kwietniu 1920 przeniósł się do odrodzonej Polski. Matka (rodowita Niemka) przyszła na świat i dorastała w Berlinie, z którego sprowadziła się do Poznania w sierpniu 1924 w związku z zamążpójściem.

### II wojna światowa
Podczas II wojny światowej rodzina Krause, jak wielu wygnańców i uciekinierów z Kraju Warty, znalazła się w Warszawie, gdzie ojciec współtworzył podziemny Uniwersytet Ziem Zachodnich. Lucjan Krause na tajnych kompletach ukończył szkołę podstawową, a następnie uczył się na poziomie gimnazjalnym. Wstąpił do konspiracyjnej organizacji harcerskiej Hufce Polskie, był przybocznym w 121 Warszawskiej Drużynie HP im. gen. Władysława Sikorskiego. Należał też do Narodowej Organizacji Wojskowej, w której pełnił funkcję łącznika w plutonie łączności batalionu „Gustaw”. Uczestniczył w powstaniu warszawskim – w stopniu strzelca Armii Krajowej pseudonim „Leonidas” – w plutonie łączności 4 kompanii „Harcerskiej” batalionu „Gustaw”. Walczył na Starym Mieście, skąd kanałami przeszedł do Śródmieścia. Po kapitulacji trafił do niewoli niemieckiej - obozu Bergen-Belsen (nr jeniecki: 140044). Został wyzwolony przez wojska amerykańskie w kwietniu 1945, przedostał się do Włoch i został wcielony do stacjonującego tam 2 Korpusu Polskich Sił Zbrojnych pod brytyjską komendą. Na początku 1947 wraz ze swoją jednostką przedostał się do Anglii.

### Praca naukowa na obczyźnie
Po wojnie pozostał na emigracji. Po zwolnieniu z wojska zdał egzaminy eksternistyczne. Od 1948 odbył studia wyższe w zakresie chemii w King’s College University of London (bakalaureat) i w zakresie fizyki na University of Toronto (w 1953 otrzymał stopień magistra). W 1955 otrzymał na uniwersytecie w Toronto stopień doktora (PhD) w zakresie fizyki. Po doktoracie pracował jako associate professor of physics w Memorial University of Newfoundland w St. John’s na Nowej Fundlandii. Od 1965 pracował jako wykładowca i profesor University of Windsor w Kanadzie, gdzie pełnił też funkcję dziekana Wydziału Fizyki; staże odbywali u niego także uczeni z Polski, m.in. późniejszy profesor Andrzej Bielski (1972–1974).
Prowadził badania w dziedzinie m.in. fizyki pierwiastków i gazów szlachetnych, luminescencji, których wyniki publikował na łamach czasopism naukowych o wysokiej randze międzynarodowej: „Physical Review”, „Canadian Journal of Physics”, „Journal of the Optical Society of America”, „Applied Optics” i in. Działał też w kanadyjskim środowisku polonijnym.
W 1983 otrzymał tytuł doktora honoris causa Uniwersytetu Mikołaja Kopernika w Toruniu. W 1993 przeszedł na emeryturę, kontynuował jednak pracę naukową na Wydziale Fizyki University of Windsor jako profesor emeritus; przyjeżdżał też z wykładami na zaproszenia uczelni w Polsce. Należy do Światowego Związku Żołnierzy Armii Krajowej, czynny w kole kombatanckim swojej macierzystej jednostki – Środowisku Batalionów NOW-AK „Gustaw”-„Harnaś”.
Od 1950 był mężem wiolonczelistki Margaret French.
Zmarł 4 lipca 2022 w Windsorze – na południu kanadyjskiej prowincji Ontario.